# كازوهيرو ياموتشي
كازوهيرو ياموتشي (باليابانية: 山内一弘؛ بالكانا: やまうち かずひろ) هو لاعب كرة قاعدة ياباني، ولد في 1 مايو 1932 في إيتشينوميا في اليابان، وتوفي في 2 فبراير 2009 في طوكيو في اليابان بسبب فشل الكبد.

## روابط خارجية
- كازوهيرو ياموتشي على موقع الدوري الياباني لكرة القاعدة (الإنجليزية)